# Liverpool (альбом)
| Оценки критиков               | Оценки критиков |
| Источник                      | Оценка          |
| ----------------------------- | --------------- |
| AllMusic                      | [ 1 ]           |
| Encyclopedia of Popular Music |                 |

Liverpool — второй альбом британской группы Frankie Goes to Hollywood. Альбом вышел 20 октября 1986 года и достиг 5 места в Великобритании.

## Список композиций
1. «Warriors of the Wasteland» — 4:58
2. «Rage Hard» — 5:03
3. «Kill the Pain» — 6:16
4. «Maximum Joy» — 5:32
5. «Watching the Wildlife» — 4:18
6. «Lunar Bay» — 5:42
7. «For Heaven’s Sake» — 4:29
8. «Is Anybody Out There?» — 7:25

Более позднее издание включает два бонус-трека:
1. «(Don’t Lose What’s Left) of Your Mind»
2. «Suffragette City» (Дэвид Боуи)